# أسعد حريز
أسعد قاسم حَريز (7 أبريل 1911 - 12 يناير 1988) محامي وقاضي لبناني. ولد في جديدة المتن وبدأ دراسته في أرصون ثم في صليما ثم في بعبدات وتخرج محامياً في كلية الحقوق في دمشق سنة 1931. بدأ عمله محاميًا متدرجًا في مكتب والده في بعبدا، ثم انتقل إلى بيروت حيث عمل بمكتب نقيب المحامين فؤاد رزق مدة عامين ثم أنشأ مكتبًا مستقلاً لنفسه، وظل على عمله بالمحاماة تسعة عشر عامًا، عين بعدها قاضيًا في الملاك العدلي، وظل يتدرج في عمله القضائي إلى أن استقر به المقام مستشارًا في محكمة الجنايات، اختير بعد ذلك رئيسًا للغرفة الثانية في محكمة استئناف البقاع بمدينة زحلة، ثم نائبًا عامًا في البقاع، ثم مستشارًا في محكمة التمييز (الغرفة الجزائية) حتى التقاعد. له نشاط سياسي وانضم إلى حزب النجادة في لجنته العليا، ورأس تحرير مجلة الإيمان الناطقة بلسان حال الحزب. تم ترشيحه مرتين لعضوية مجلس نقابة المحامين فنجح في المرة الأولى، وانتخب مديرًا لمحاضرات التدرج، وفي المرة الثانية انتخب أمينًا لصندوق النقابة، وفي عام 1944 شارك في المؤتمر الأول للمحامين العرب الذي عقد في دمشق. عرف باتجاهاته الوطنية والسياسية فقد شارك في تأسيس اللجنة القومية، كما انضم إلى حزب النداء القومي. وكان شاعراً وله عدة قصائد في مناسبات شتى. منح وسام الأرز اللبناني من رتبة فارس سنة 1974.

## سيرته

### النشأة والتعليم
ولد أسعد بن قاسم بن أسعد بن حمود حريز في 7 نيسان 1911 في جديدة المتن حيث كان والده يمارس المحاماة في محكمتها، بدأ دراسته في بلدته أرصون ثم في صليما ثم في بعبدات ثم تخرج محامياً في كلية الحقوق في دمشق 1931. كان من العناصر الفاعلة في المظاهرة التي نظمها طلاب الحقوق والطب في 10 نيسان 1929 في دمشق والقى في المتظاهرين قصيدته المشهورة التي مطلعها:

### في المحاماة والقضاء
سجّل في نقابة المحامين في بيروت وتدرج في مكتب والده في بعبدا، ثم انتقل إلى بيروت واشتغل في مكتب نقيب المحامين الوزير السابق فؤاد رزوق مدّة سنتين، ثم أنشأ مكتباً خاصاً به، وانتخب عضواً في مجلس النقابة، وانتخب مديراً لمحاضرات التدرج، وانتخب أيضاً أميناً لصندوق النقابة، وكلّف الذهاب إلى دمشق للاستراك في التحضير لمؤتمر المحامين العرب سنة 1944 وتسجيل أسماء المحامين اللبنانيين الذين سيشاركون في أعمال المؤتمر، والتهيئة لاقامتهم، وفي الحفلة التي اقامها للمؤتمرين رئيس مجلس الوزراء سعد الله الجابري ألقی الأستاذ أسعد قصيدة مطلعها:
اشتغل في المحاماة 19 سنة، وفي 11 أيار سنة 1950 صدر مرسوم تعيينه قاضياً في الملاك العدلي فأقامت له نقابة المحامين حفلة تكريمية في 30 أيار سنة 1950، وفي الوظيفة التي تسلمها شغل عدة مراكز إلى أن استقر في محكمة الجنايات مدة تسع سنوات وبضعة أشهر، وفي 7 تشرين الثاني سنة 1962 عين رئيساً للغرفة الثانية في محكمة استئناف البقاع في زحلة، وفي 12 أيلول سنة 1966 عيّن نائباً عاماً في البقاع، فما لبث أن أصيب بمرض في القلب أوجب انقطاعه عن العمل مدة طويلة. وفي 30 أيلول 1967 عين مستشاراً في محكمة التمييز الغرفة الجزائية، حيث بقي إلى أن احيل إلى التقاعد في أول تموز 1974.

### في السياسة
كان له نشاط اجتماعي وسياسي، فاشترك في كتلة الشباب الوطني في بيروت سنة 1935، واسهم بعدئذ مع لفيف من شباب الموحدون الدروز في أحياء نادي الإصلاح الدرزي وكان أميناً لسره وانضم إلى حزب النجادة وكان عضواً في لجنته العليا وكان رئيسها الدكتور أنيس الصغير وتولى رئاسة تحرير مجلة الإيمان لسان حال الحزب، ثم انضم إلى حزب النداء القومي برئاسة كاظم الصلح، وشارك في تأسيس اللجنة القومية التي كان يرأسها محمد علي بيهم، كل هذا قبل دخوله الوظيفة.

## حياته الشخصية
قُتل نجله ربيع حريز في مطلع الحرب اللبنانية، فرثاه في مطوّلة شعرية صدرت بكتاب بعنوان الجريمة النكراء- قضيّة الشهيد ربيع حريز في العام 1976.

## وفاته
توفي في 12 كانون الثاني 1988 في مسقط رأسه.

## الأوسمة
منح وسام الأرز اللبناني من رتبة فارس سنة 1974.